# Pelidnota
Pelidnota es un género de escarabajos de la familia Scarabaeidae.
Es un género con 120 especies, predominantemente neotropical, unas pocas especies son neárticas.

## Especies
- Pelidnota abracadabra
- Pelidnota acconciai
- Pelidnota aeruginosa
- Pelidnota agnesae
- Pelidnota alliacea
- Pelidnota alutacea
- Pelidnota ancilla
- Pelidnota angiae
- Pelidnota arnaudi
- Pelidnota aurescens
- Pelidnota bahiana
- Pelidnota beckeri
- Pelidnota belti
- Pelidnota beniouioui
- Pelidnota beraudi
- Pelidnota bertrandi
- Pelidnota bivittata
- Pelidnota bleuzeni
- Pelidnota bondili
- Pelidnota boulangeri
- Pelidnota boyi
- Pelidnota brusteli
- Pelidnota burmeisteri
- Pelidnota caesarea
- Pelidnota carlettii
- Pelidnota cayennensis
- Pelidnota centroamericana
- Pelidnota cerdai
- Pelidnota chalcopus
- Pelidnota chalcothorax
- Pelidnota championi
- Pelidnota chiapasensis
- Pelidnota chibchana
- Pelidnota chimborazoensis
- Pelidnota chiriquicola
- Pelidnota chiriquina
- Pelidnota chlorana
- Pelidnota costaricensis
- Pelidnota courtini
- Pelidnota crassipes
- Pelidnota cribrata
- Pelidnota cuprea
- Pelidnota cupripes
- Pelidnota cyanipes
- Pelidnota cyanitarsis
- Pelidnota degallieri
- Pelidnota dieteri
- Pelidnota discicollis
- Pelidnota dobleri
- Pelidnota drumonti
- Pelidnota dubia
- Pelidnota durantonorum
- Pelidnota ebenina
- Pelidnota egana
- Pelidnota emerita
- Pelidnota equatoriana
- Pelidnota estebanabadiei
- Pelidnota estebandurani
- Pelidnota fabricelavalettei
- Pelidnota fallax
- Pelidnota filippiniae
- Pelidnota flavovittata
- Pelidnota fracida
- Pelidnota frommeri
- Pelidnota fulva
- Pelidnota fusciventris
- Pelidnota fuscoviridis
- Pelidnota gabrielae
- Pelidnota genieri
- Pelidnota gilletti
- Pelidnota girardi
- Pelidnota glaberrima
- Pelidnota glabra
- Pelidnota gracilis
- Pelidnota grangesi
- Pelidnota granulata
- Pelidnota grossiorum
- Pelidnota guatemalensis
- Pelidnota gwendolinae
- Pelidnota halleri
- Pelidnota herbacea
- Pelidnota hernanlequericai
- Pelidnota hirsutiphallica
- Pelidnota hoefigi
- Pelidnota huetheri
- Pelidnota impressicollis
- Pelidnota incerta
- Pelidnota injantepalominoi
- Pelidnota instabilis
- Pelidnota jalapensis
- Pelidnota jolyi
- Pelidnota kirbyi
- Pelidnota kirschi
- Pelidnota kucerai
- Pelidnota kuhnti
- Pelidnota labyrinthophallica
- Pelidnota lacazei
- Pelidnota laevissima
- Pelidnota lagoi
- Pelidnota langsdorffi
- Pelidnota liturella
- Pelidnota louzadai
- Pelidnota lucae
- Pelidnota lucida
- Pelidnota lugubris
- Pelidnota luridipes
- Pelidnota malyi
- Pelidnota mantillerii
- Pelidnota matogrossensis
- Pelidnota mezai
- Pelidnota micobalaguerae
- Pelidnota neitamorenoi
- Pelidnota nitescens
- Pelidnota nordestina
- Pelidnota notata
- Pelidnota ohausi
- Pelidnota osculatii
- Pelidnota pallidipennis
- Pelidnota paraguayensis
- Pelidnota parallela
- Pelidnota parvasedmagnifica
- Pelidnota pennata
- Pelidnota pernambucana
- Pelidnota perplexa
- Pelidnota peslieri
- Pelidnota polita
- Pelidnota porioni
- Pelidnota prasina
- Pelidnota prolixa
- Pelidnota pubes
- Pelidnota pulchella
- Pelidnota punctata
- Pelidnota punctulata
- Pelidnota purpurea
- Pelidnota quadripunctata
- Pelidnota raingeardi
- Pelidnota recondita
- Pelidnota rioensis
- Pelidnota rivascanteroi
- Pelidnota rostrata
- Pelidnota rouchei
- Pelidnota rubripennis
- Pelidnota rubriventris
- Pelidnota rugulosa
- Pelidnota runica
- Pelidnota sanctidomini
- Pelidnota satipoensis
- Pelidnota schneideri
- Pelidnota semiaurata
- Pelidnota sericeicollis
- Pelidnota sikorskii
- Pelidnota simoensi
- Pelidnota soederstroemi
- Pelidnota sordida
- Pelidnota striatopunctata
- Pelidnota strigosa
- Pelidnota subandina
- Pelidnota sumptuosa
- Pelidnota teocuitlamayatli
- Pelidnota testaceovirens
- Pelidnota texensis
- Pelidnota thiliezi
- Pelidnota tibialis
- Pelidnota toulgoeti
- Pelidnota touroulti
- Pelidnota tristis
- Pelidnota ulianai
- Pelidnota uncinata
- Pelidnota unicolor
- Pelidnota ustarani
- Pelidnota vanderberghi
- Pelidnota vazdemelloi
- Pelidnota versicolor
- Pelidnota villavicencioensis
- Pelidnota virescens
- Pelidnota viridicuprea
- Pelidnota vitalisi
- Pelidnota vitticollis
- Pelidnota vladimalyi
- Pelidnota werneri
- Pelidnota xanthopyga
- Pelidnota xanthospila
- Pelidnota yungasensis
- Pelidnota zovii